# Oemospila
Oemospila is een kevergeslacht uit de familie van de boktorren (Cerambycidae). De wetenschappelijke naam van het geslacht werd voor het eerst geldig gepubliceerd in 1906 door Gahan.

## Soorten
Oemospila omvat de volgende soorten:
- Oemospila callidioides Gressitt & Rondon, 1970
- Oemospila maculipennis Gahan, 1906